# Llista de ciutats de Lituània

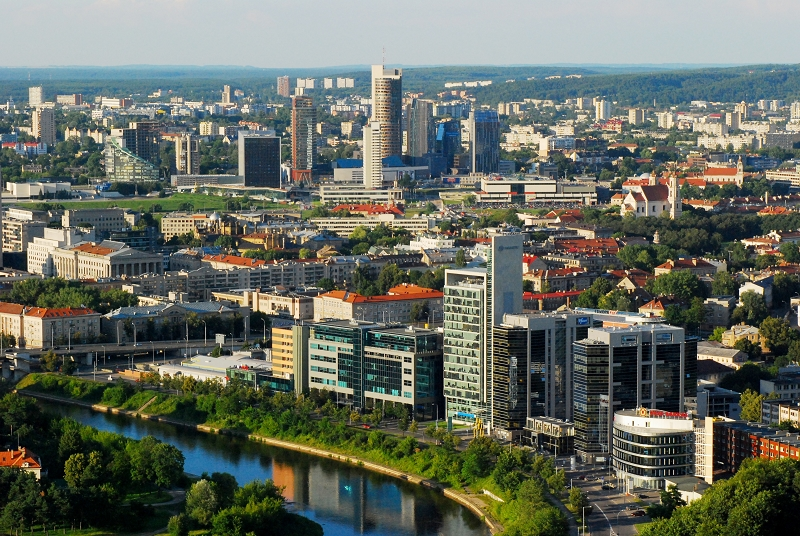
Vílnius, capital de Lituània

A Lituània hi ha 103 ciutats (en lituà: en singular – miestas, en plural – miestai). El terme ciutat està definit pel Parlament de Lituània com a àrees compactes de població amb més de 3.000 habitants dels quals com a mínim dues terceres parts treballen en els sectors relacionats amb la indústria o els serveis. Assentaments més petits s'anomenen miestelis (plural miesteliai) que es tradueix com a pobles. I assentaments encara més petits (viles) s'anomenen kaimas (plural kaimai). Sovint l'estatus oficial no és clar i les persones es refereixen tant a pobles com viles amb el nom de gyvenvietė (plural gyvenvietės) que en essència significa assentament.
Les ciutats van començar a formar-se als segles XIII-XIV, juntament amb el Gran Ducat de Lituània. La primera ciutat a rebre pròpiament els drets de ciutat va ser Klaipėda. D'acord amb la llei medieval, una ciutat podria tenir la seva pròpia justícia, tavernes, aliances, tribunals, etc. Algunes exciutats que van perdre el seu estatut són ara només pobles, per exemple Kernavė o Merkine. La majoria de les ciutats a Lituània són velles, establertes abans del segle xviii. La seva ubicació està determinada principalment per les rutes de comerç i transport. Algunes de les ciutats més noves van créixer a causa de la construcció del ferrocarril, com per exemple Kaišiadorys, Vievis, Radviliskis, Ignalina o Mažeikiai. Les últimes ciutats del segle a créixer en grans centres de la indústria, per exemple Visaginas, Elektrėnai o Naujoji Akmenė. Cinc ciutats - Birštonas, Druskininkai, Neringa, Palanga i Anykščiai - tenen un estatus especial.
La majoria de les ciutats són petites. Només hi ha 19 ciutats amb una població superior a 20.000 habitants. Les ciutats estan repartides de forma bastant uniforme a través del territori de Lituània. Això forma una bona xarxa de suport al desenvolupament econòmic a tot el país. Aproximadament el 66,7% (a partir del cens de 2001) de la població viu a les ciutats i el percentatge va en augment.

## Ciutats
| #   | Escut d'armes       | Ciutat              | Pronunciació (audio help) | Població (2001) | Població (2011) | Proclamació del títol de ciutat | Comtat                | Municipi                           |
| --- | ------------------- | ------------------- | ------------------------- | --------------- | --------------- | ------------------------------- | --------------------- | ---------------------------------- |
| 1   | Vílnius             | Vílnius             | Escoltar • Info           | 554,281         | 535,631         | 1387                            | Comtat de Vílnius     | Ciutat municipal de Vílnius        |
| 2   | Kaunas              | Kaunas              | Escoltar • Info           | 378,943         | 315,993         | 1408                            | Comtat de Kaunas      | Ciutat municipal de Kaunas         |
| 3   | Klaipėda            | Klaipėda            | Escoltar • Info           | 192,954         | 162,360         | 1257                            | Comtat de Klaipėda    | Ciutat municipal de Klaipėda       |
| 4   | Šiauliai            | Šiauliai            | Escoltar • Info           | 133,883         | 109,328         | 1589                            | Comtat de Šiauliai    | Ciutat municipal de Šiauliai       |
| 5   | Panevėžys           | Panevėžys           | Escoltar • Info           | 119,749         | 99,690          | 1837                            | Comtat de Panevėžys   | Ciutat municipal de Panevėžys      |
| 6   | Alytus              | Alytus              | Escoltar • Info           | 71,491          | 59,964          | 1581                            | Comtat d'Alytus       | Ciutat municipal d'Alytus          |
| 7   | Marijampolė         | Marijampolė         | Escoltar • Info           | 48,675          | 47,010          | 1792                            | Comtat de Marijampolė | Municipi de Marijampolė            |
| 8   | Mažeikiai           | Mažeikiai           | Escoltar • Info           | 42,675          | 40,572          | 1924                            | Comtat de Telšiai     | Districte municipal de Mažeikiai   |
| 9   | Jonava              | Jonava              | Escoltar • Info           | 34,954          | 34,446          | 1864                            | Comtat de Kaunas      | Districte municipal de Jonava      |
| 10  | Utena               | Utena               | Escoltar • Info           | 33,860          | 32,572          | 1599                            | Comtat d'Utena        | Districte municipal d'Utena        |
| 11  | Kėdainiai           | Kėdainiai           | Escoltar • Info           | 32,048          | 31,055          | 1590                            | Comtat de Kaunas      | Districte municipal de Kėdainiai   |
| 12  | Telšiai             | Telšiai             | Escoltar • Info           | 31,460          | 30,011          | 1791                            | Comtat de Telšiai     | Districte municipal de Telšiai     |
| 13  | Visaginas           | Visaginas           | Escoltar • Info           | 29,554          | 28,269          | 1977                            | Comtat d'Utena        | Municipi de Visaginas              |
| 14  | Tauragė             | Tauragė             | Escoltar • Info           | 29,124          | 27,862          | 1924                            | Comtat de Tauragė     | Districte municipal de Tauragė     |
| 15  | Ukmergė             | Ukmergė             | Escoltar • Info           | 28,759          | 27,603          | 1486                            | Comtat de Vílnius     | Districte municipal d'Ukmergė      |
| 16  | Plungė              | Plungė              | Escoltar • Info           | 23,436          | 23,187          | 1792                            | Comtat de Telšiai     | Districte municipal de Plungė      |
| 17  | Šilutė              | Šilutė              | Escoltar • Info           | 21,476          | 20,945          | 1941                            | Comtat de Klaipėda    | Districte municipal de Šilutė      |
| 18  | Kretinga            | Kretinga            | Escoltar • Info           | 21,423          | 21,452          | 1609                            | Comtat de Klaipėda    | Districte municipal de Kretinga    |
| 19  | Radviliškis         | Radviliškis         | Escoltar • Info           | 20,339          | 19,625          | 1923                            | Comtat de Šiauliai    | Districte municipal de Radviliškis |
| 20  | Druskininkai        | Druskininkai        | Escoltar • Info           | 18,233          | 16,263          | 1893                            | Comtat d'Alytus       | Municipi de Druskininkai           |
| 21  | Palanga             | Palanga             | Escoltar • Info           | 17,623          | 17,620          | 1791                            | Comtat de Klaipėda    | Ciutat municipal de Palanga        |
| 22  | Rokiškis            | Rokiškis            | Escoltar • Info           | 16,746          | 15,549          | 1920                            | Comtat de Panevėžys   | Districte municipal de Rokiškis    |
| 23  | Biržai              | Biržai              | Escoltar • Info           | 15,262          | 14,565          | 1589                            | Comtat de Panevėžys   | Districte municipal de Biržai      |
| 24  | Gargždai            | Gargždai            | Escoltar • Info           | 15,212          | 16,087          | 1792                            | Comtat de Klaipėda    | Districte municipal de Klaipėda    |
| 25  | Kuršėnai            | Kuršėnai            | Escoltar • Info           | 14,197          | 13,670          | 1946                            | Comtat de Šiauliai    | Districte municipal de Šiauliai    |
| 26  | Elektrėnai          | Elektrėnai          | Escoltar • Info           | 14,050          | 13,818          | 1962                            | Comtat de Vílnius     | Municipi d'Elektrėnai              |
| 27  | Jurbarkas           | Jurbarkas           | Escoltar • Info           | 13,797          | 13,307          | 1611                            | Comtat de Tauragė     | Districte municipal de Jurbarkas   |
| 28  | Garliava            | Garliava            | Escoltar • Info           | 13,322          | 13,500          | 1958                            | Comtat de Kaunas      | Districte municipal de Kaunas      |
| 29  | Vilkaviškis         | Vilkaviškis         | Escoltar • Info           | 13,283          | 12,931          | 1660                            | Comtat de Marijampolė | Districte municipal de Vilkaviškis |
| 30  | Raseiniai           | Raseiniai           | Escoltar • Info           | 12,541          | 12,245          | 1492–1506                       | Comtat de Kaunas      | Districte municipal de Raseiniai   |
| 31  | Naujoji Akmenė      | Naujoji Akmenė      | Escoltar • Info           | 12,345          | 11,468          | 1792                            | Comtat de Šiauliai    | Districte municipal d'Akmenė       |
| 32  | Anykščiai           | Anykščiai           | Escoltar • Info           | 11,958          | 11,829          | 1516                            | Comtat d'Utena        | Districte municipal d'Anykščiai    |
| 33  | Lentvaris           | Lentvaris           | Escoltar • Info           | 11,773          | 11,642          | 1946                            | Comtat de Vílnius     | Districte municipal de Trakai      |
| 34  | Grigiškės           | Grigiškės           | Escoltar • Info           | 11,448          | 11,466          | 1958                            | Comtat de Vílnius     | Ciutat municipal de Vílnius        |
| 35  | Prienai             | Prienai             | Escoltar • Info           | 11,353          | 10,984          | 1609                            | Comtat de Kaunas      | Districte municipal de Prienai     |
| 36  | Joniškis            | Joniškis            | Escoltar • Info           | 11,329          | 10,881          | 1616                            | Comtat de Šiauliai    | Districte municipal de Joniškis    |
| 37  | Kelmė               | Kelmė               | Escoltar • Info           | 10,900          | 10,302          | 1947                            | Comtat de Šiauliai    | Districte municipal de Kelmė       |
| 38  | Varėna              | Varėna              | Escoltar • Info           | 10,845          | 10,296          | 1946                            | Comtat d'Alytus       | Districte municipal de Varėna      |
| 39  | Kaišiadorys         | Kaišiadorys         | Escoltar • Info           | 10,002          | 9,729           | 1946                            | Comtat de Kaunas      | Districte municipal de Kaišiadorys |
| 40  | Pasvalys            | Pasvalys            | Escoltar • Info           | 8,709           | 8,296           | 1946                            | Comtat de Panevėžys   | Districte municipal de Pasvalys    |
| 41  | Kupiškis            | Kupiškis            | Escoltar • Info           | 8,451           | 8,082           | 1791                            | Comtat de Panevėžys   | Districte municipal de Kupiškis    |
| 42  | Zarasai             | Zarasai             | Escoltar • Info           | 8,365           | 7,766           | 1843                            | Comtat d'Utena        | Districte municipal de Zarasai     |
| 43  | Skuodas             | Skuodas             | Escoltar • Info           | 7,896           | 7,358           | 1572                            | Comtat de Klaipėda    | Districte municipal de Skuodas     |
| 44  | Kazlų Rūda          | Kazlų Rūda          | Escoltar • Info           | 7,401           | 7,162           | 1950                            | Comtat de Marijampolė | Municipi de Kazlų Rūda             |
| 45  | Širvintos           | Širvintos           | Escoltar • Info           | 7,273           | 7,070           | 1950                            | Comtat de Vílnius     | Districte municipal de Širvintos   |
| 46  | Molėtai             | Molėtai             | Escoltar • Info           | 7,221           | 6,949           | 1956                            | Comtat d'Utena        | Districte municipal de Molėtai     |
| 47  | Švenčionėliai       | Švenčionėliai       | Escoltar • Info           | 6,923           | 6,346           | 1920                            | Comtat de Vílnius     | Districte municipal de Švenčionys  |
| 48  | Šakiai              | Šakiai              | Escoltar • Info           | 6,795           | 6,511           | 1776                            | Comtat de Marijampolė | Districte municipal de Šakiai      |
| 49  | Šalčininkai         | Šalčininkai         | Escoltar • Info           | 6,722           | 6,563           | 1956                            | Comtat de Vílnius     | Districte municipal de Šalčininkai |
| 50  | Ignalina            | Ignalina            | Escoltar • Info           | 6,591           | 6,119           | 1950                            | Comtat d'Utena        | Districte municipal d'Ignalina     |
| 51  | Kybartai            | Kybartai            | Escoltar • Info           | 6,556           | 6,209           | 1947                            | Comtat de Marijampolė | Districte municipal de Vilkaviškis |
| 52  | Pabradė             | Pabradė             | Escoltar • Info           | 6,525           | 6,236           | 1946                            | Comtat de Vílnius     | Districte municipal de Švenčionys  |
| 53  | Šilalė              | Šilalė              | Escoltar • Info           | 6,281           | 6,037           | 1950                            | Comtat de Tauragė     | Districte municipal de Šilalė      |
| 54  | Pakruojis           | Pakruojis           | Escoltar • Info           | 6,057           | 5,750           | 1950                            | Comtat de Šiauliai    | Districte municipal de Pakruojis   |
| 55  | Nemenčinė           | Nemenčinė           | Escoltar • Info           | 5,892           | 5,876           | 1955                            | Comtat de Vílnius     | Districte municipal de Vílnius     |
| 56  | Trakai              | Trakai              | Escoltar • Info           | 5,725           | 5,373           | 1409                            | Comtat de Vílnius     | Districte municipal de Trakai      |
| 57  | Švenčionys          | Švenčionys          | Escoltar • Info           | 5,684           | 5,566           | 1800                            | Comtat de Vílnius     | Districte municipal de Švenčionys  |
| 58  | Vievis              | Vievis              | Escoltar • Info           | 5,303           | 5,049           | 1950                            | Comtat de Vílnius     | Municipi d'Elektrėnai              |
| 59  | Lazdijai            | Lazdijai            | Escoltar • Info           | 5,140           | 4,811           | 1957                            | Comtat d'Alytus       | Districte municipal de Lazdijai    |
| 60  | Kalvarija           | Kalvarija           | Escoltar • Info           | 5,090           | 5,013           | 1791                            | Comtat de Marijampolė | Municipi de Kalvarija              |
| 61  | Rietavas            | Rietavas            | Escoltar • Info           | 3,979           | 3,843           | 1792                            | Comtat de Telšiai     | Municipi de Rietavas               |
| 62  | Žiežmariai          | Žiežmariai          | Escoltar • Info           | 3,884           | 3,759           | 1792                            | Comtat de Kaunas      | Districte municipal de Kaišiadorys |
| 63  | Eišiškės            | Eišiškės            | Escoltar • Info           | 3,765           | 3,610           | 1950                            | Comtat de Vílnius     | Districte municipal de Šalčininkai |
| 64  | Ariogala            | Ariogala            | Escoltar • Info           | 3,697           | 3,458           | 1792                            | Comtat de Kaunas      | Districte municipal de Raseiniai   |
| 65  | Venta               | Venta               | Escoltar • Info           | 3,412           | 2,959           | 1978                            | Comtat de Šiauliai    | Districte municipal d'Akmenė       |
| 66  | Šeduva              | Šeduva              | Escoltar • Info           | 3,400           | 3,200           | 1654                            | Comtat de Šiauliai    | Districte municipal de Radviliškis |
| 67  | Birštonas           | Birštonas           | Escoltar • Info           | 3,225           | 3,172           | 1518?                           | Comtat de Kaunas      | Municipi de Birštonas              |
| 68  | Akmenė              | Akmenė              | Escoltar • Info           | 3,140           | 2,690           | 1792                            | Comtat de Šiauliai    | Districte municipal d'Akmenė       |
| 69  | Tytuvėnai           | Tytuvėnai           | Escoltar • Info           | 2,851           | 2,690           | 1956                            | Comtat de Šiauliai    | Districte municipal de Kelmė       |
| 70  | Rūdiškės            | Rūdiškės            | Escoltar • Info           | 2,559           | 2,472           | 1958                            | Comtat de Vílnius     | Districte municipal de Trakai      |
| 71  | Pagėgiai            | Pagėgiai            | Escoltar • Info           | 2,393           | 2,236           | 1923                            | Comtat de Tauragė     | Municipi de Pagėgiai               |
| 72  | Neringa             | Neringa             | Escoltar • Info           | 2,386           | 3,371           | 1961                            | Comtat de Klaipėda    | Municipi de Neringa                |
| 73  | Vilkija             | Vilkija             | Escoltar • Info           | 2,338           | 2,301           | 1792                            | Comtat de Kaunas      | Districte municipal de Kaunas      |
| 74  | Žagarė              | Žagarė              | Escoltar • Info           | 2,312           | 2,115           | 1924                            | Comtat de Šiauliai    | Districte municipal de Joniškis    |
| 75  | Viekšniai           | Viekšniai           | Escoltar • Info           | 2,270           | 2,198           | 1791                            | Comtat de Telšiai     | Districte municipal de Mažeikiai   |
| 76  | Skaudvilė           | Skaudvilė           | Escoltar • Info           | 2,140           | 1,976           | 1950                            | Comtat de Tauragė     | Districte municipal de Tauragė     |
| 77  | Ežerėlis            | Ežerėlis            | Escoltar • Info           | 2,051           | 2,014           | 1956                            | Comtat de Kaunas      | Districte municipal de Kaunas      |
| 78  | Gelgaudiškis        | Gelgaudiškis        | Escoltar • Info           | 2,029           | 1,936           | 1958                            | Comtat de Marijampolė | Districte municipal de Šakiai      |
| 79  | Kudirkos Naumiestis | Kudirkos Naumiestis | Escoltar • Info           | 1,997           | 1,916           | 1643                            | Comtat de Marijampolė | Districte municipal de Šakiai      |
| 80  | Simnas              | Simnas              | Escoltar • Info           | 1,980           | 1,844           | 1626                            | Comtat d'Alytus       | Districte municipal d'Alytus       |
| 81  | Salantai            | Salantai            | Escoltar • Info           | 1,942           | 1,825           | 1746                            | Comtat de Klaipėda    | Districte municipal de Kretinga    |
| 82  | Linkuva             | Linkuva             | Escoltar • Info           | 1,797           | 1,735           | 1950                            | Comtat de Šiauliai    | Districte municipal de Pakruojis   |
| 83  | Veisiejai           | Veisiejai           | Escoltar • Info           | 1,762           | 1,592           | 1956                            | Comtat d'Alytus       | Districte municipal de Lazdijai    |
| 84  | Ramygala            | Ramygala            | Escoltar • Info           | 1,733           | 1,695           | 1957                            | Comtat de Panevėžys   | Districte municipal de Panevėžys   |
| 85  | Priekulė            | Priekulė            | Escoltar • Info           | 1,725           | 1,663           | 1948                            | Comtat de Klaipėda    | Districte municipal de Klaipėda    |
| 86  | Joniškėlis          | Joniškėlis          | Escoltar • Info           | 1,477           | 1,389           | 1736                            | Comtat de Panevėžys   | Districte municipal de Pasvalys    |
| 87  | Jieznas             | Jieznas             | Escoltar • Info           | 1,476           | 1,311           | 1956                            | Comtat de Kaunas      | Districte municipal de Prienai     |
| 88  | Daugai              | Daugai              | Escoltar • Info           | 1,458           | 1,432           | 1792                            | Comtat d'Alytus       | Districte municipal d'Alytus       |
| 89  | Obeliai             | Obeliai             | Escoltar • Info           | 1,371           | 1,293           | 1956                            | Comtat de Panevėžys   | Districte municipal de Rokiškis    |
| 90  | Varniai             | Varniai             | Escoltar • Info           | 1,355           | 1,258           | 1950                            | Comtat de Telšiai     | Districte municipal de Telšiai     |
| 91  | Virbalis            | Virbalis            | Escoltar • Info           | 1,351           | 1,250           | 1593                            | Comtat de Marijampolė | Districte municipal de Vilkaviškis |
| 92  | Vabalninkas         | Vabalninkas         | Escoltar • Info           | 1,328           | 1,155           | 1775                            | Comtat de Panevėžys   | Districte municipal de Biržai      |
| 93  | Seda                | Seda                | Escoltar • Info           | 1,309           | 1,189           | 1950                            | Comtat de Telšiai     | Districte municipal de Mažeikiai   |
| 94  |                     | Subačius            | Escoltar • Info           | 1,180           | 1,105           | 1958                            | Comtat de Panevėžys   | Districte municipal de Kupiškis    |
| 95  | Baltoji Vokė        | Baltoji Vokė        | Escoltar • Info           | 1,073           | 1,073           | 1958                            | Comtat de Vílnius     | Districte municipal de Šalčininkai |
| 96  | Dūkštas             | Dūkštas             | Escoltar • Info           | 1,070           | 930             | 1956                            | Comtat d'Utena        | Districte municipal d'Ignalina     |
| 97  | Pandėlys            | Pandėlys            | Escoltar • Info           | 1,024           | 941             | 1956                            | Comtat de Panevėžys   | Districte municipal de Rokiškis    |
| 98  | Dusetos             | Dusetos             | Escoltar • Info           | 914             | 831             | 1950                            | Comtat d'Utena        | Districte municipal de Zarasai     |
| 99  | Užventis            | Užventis            | Escoltar • Info           | 898             | 811             | 1746                            | Comtat de Šiauliai    | Districte municipal de Kelmė       |
| 100 | Kavarskas           | Kavarskas           | Escoltar • Info           | 809             | 692             | 1956                            | Comtat d'Utena        | Districte municipal d'Anykščiai    |
| 101 |                     | Smalininkai         | Escoltar • Info           | 653             | 600             | 1945                            | Comtat de Tauragė     | Districte municipal de Jurbarkas   |
| 102 | Troškūnai           | Troškūnai           | Escoltar • Info           | 525             | 504             | 1956                            | Comtat d'Utena        | Districte municipal d'Anykščiai    |
| 103 |                     | Panemunė            | Escoltar • Info           | 329             | 318             | 1837                            | Comtat de Tauragė     | Municipi de Pagėgiai               |

## Mapa
El següent mapa mostra totes les ciutats marcades amb punts vermells. Les ciutats més grans aparareixen amb una lletra més gran.

## Galeria

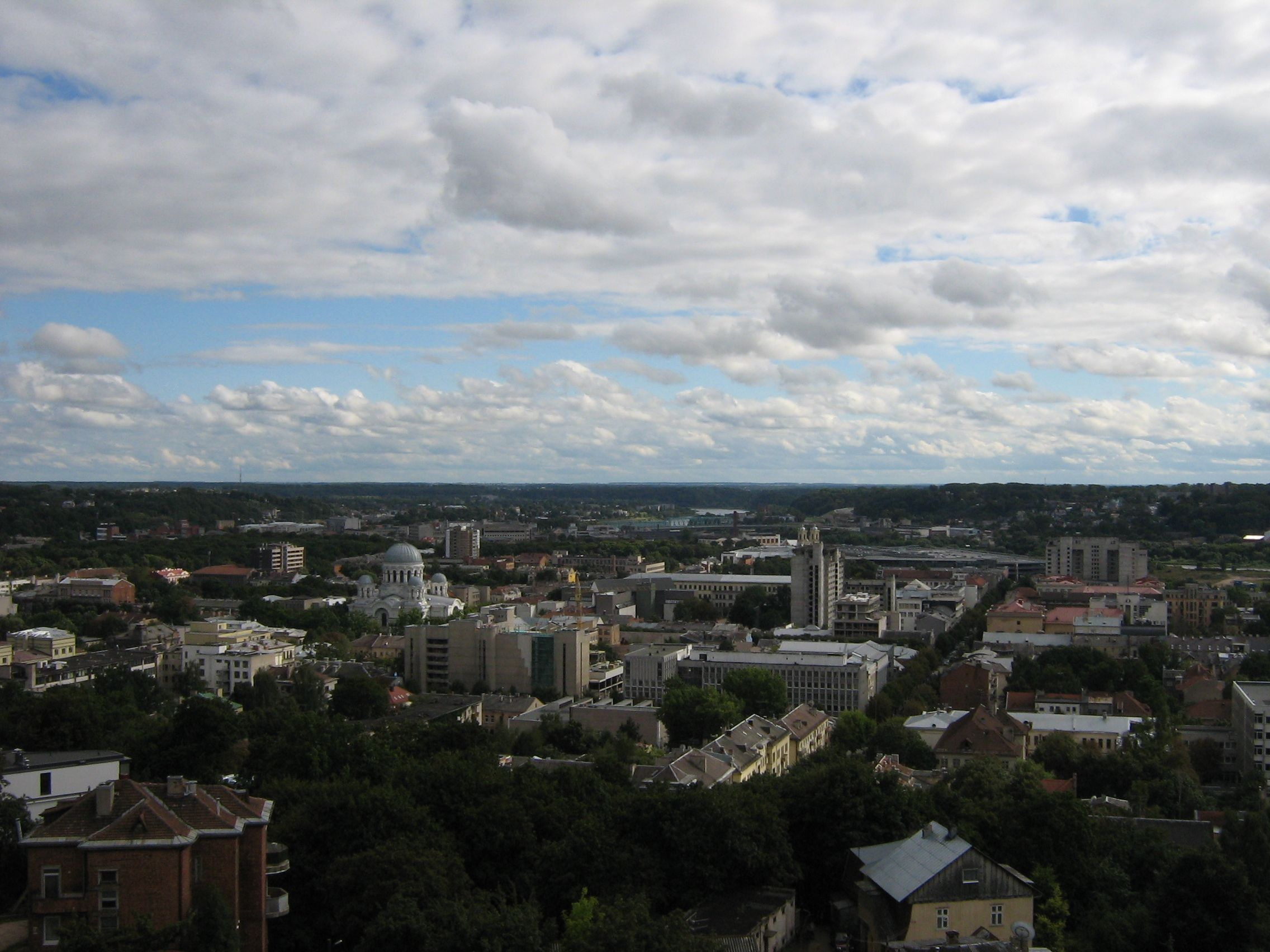
Kaunas
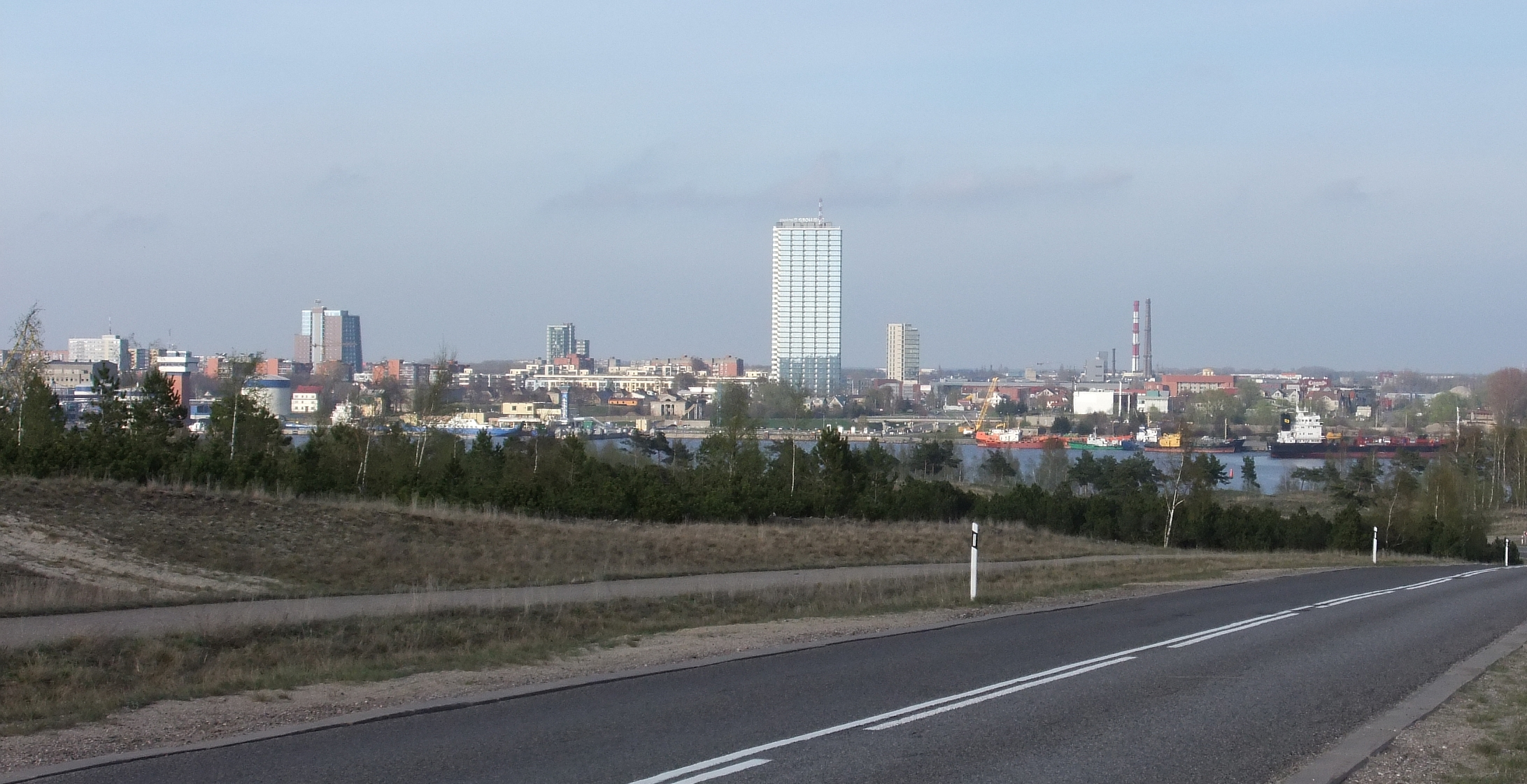
Klaipėda
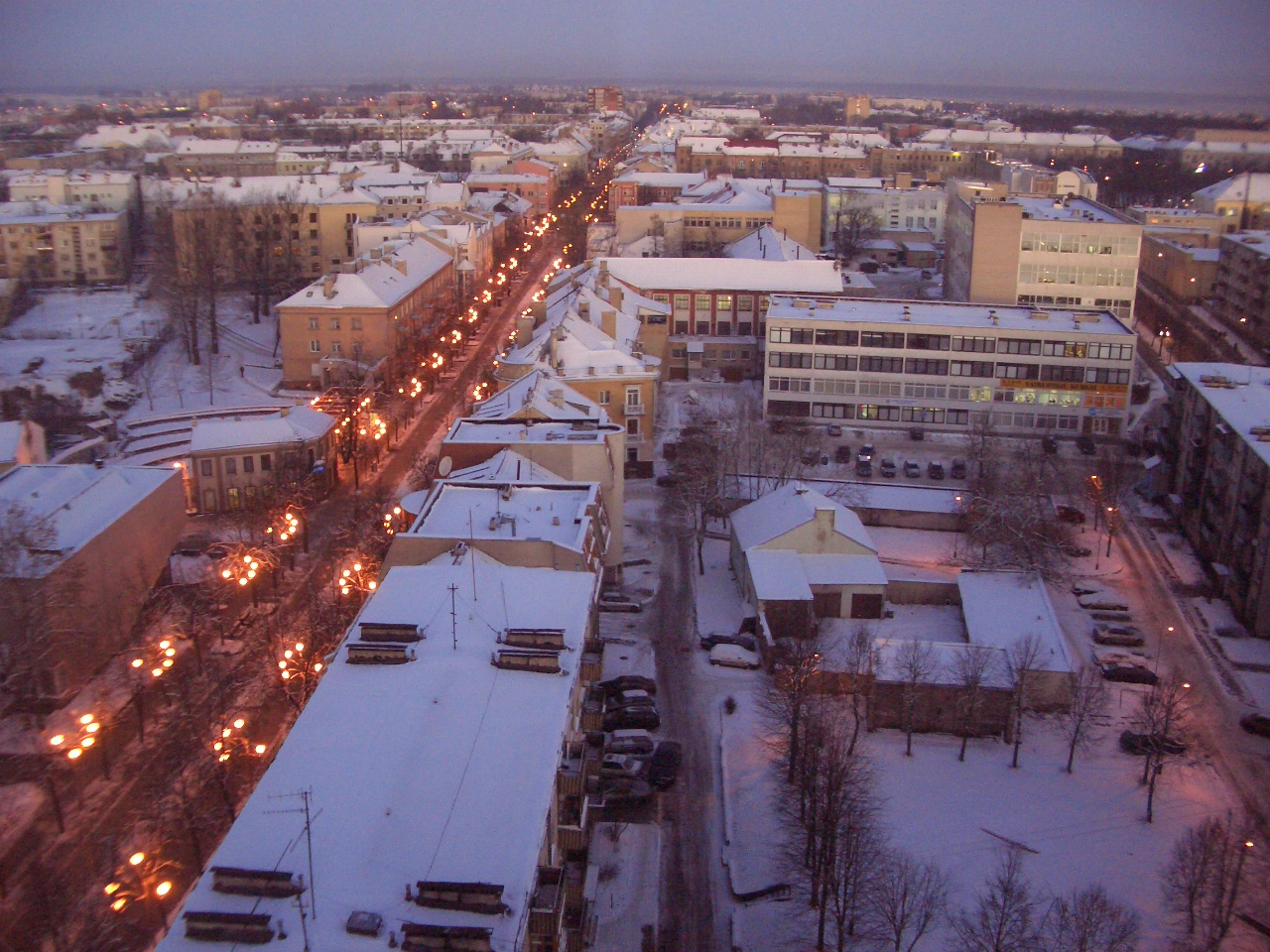
Šiauliai
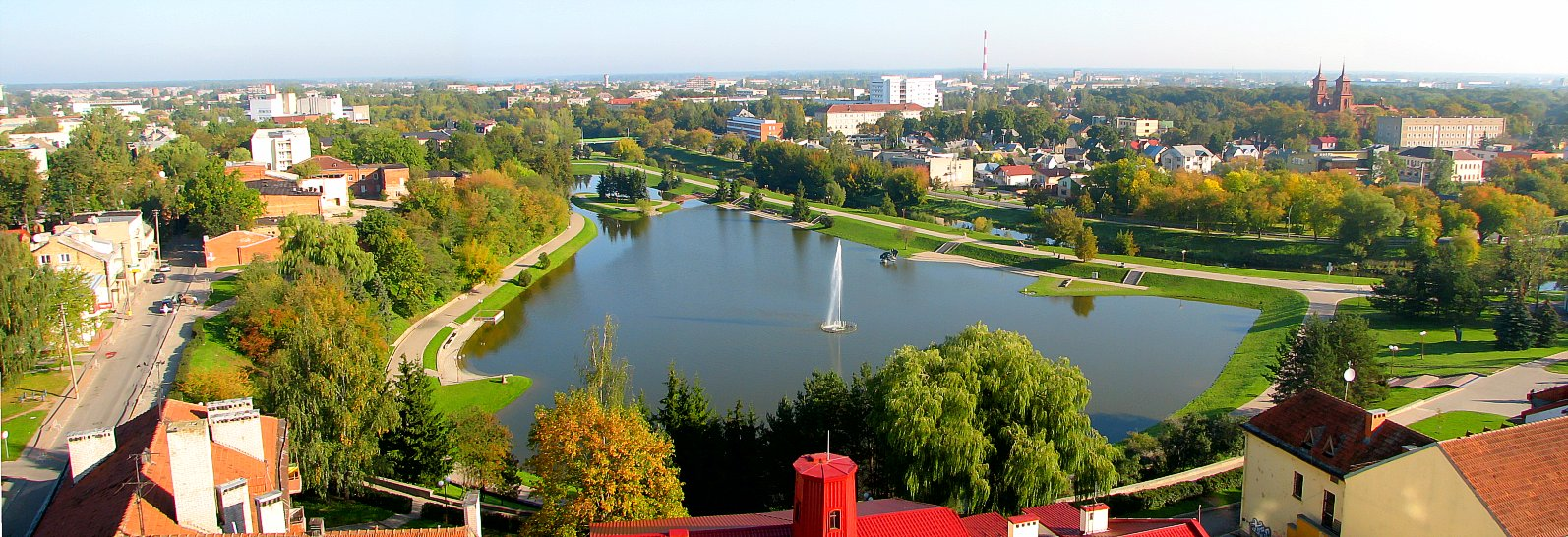
Panevėžys
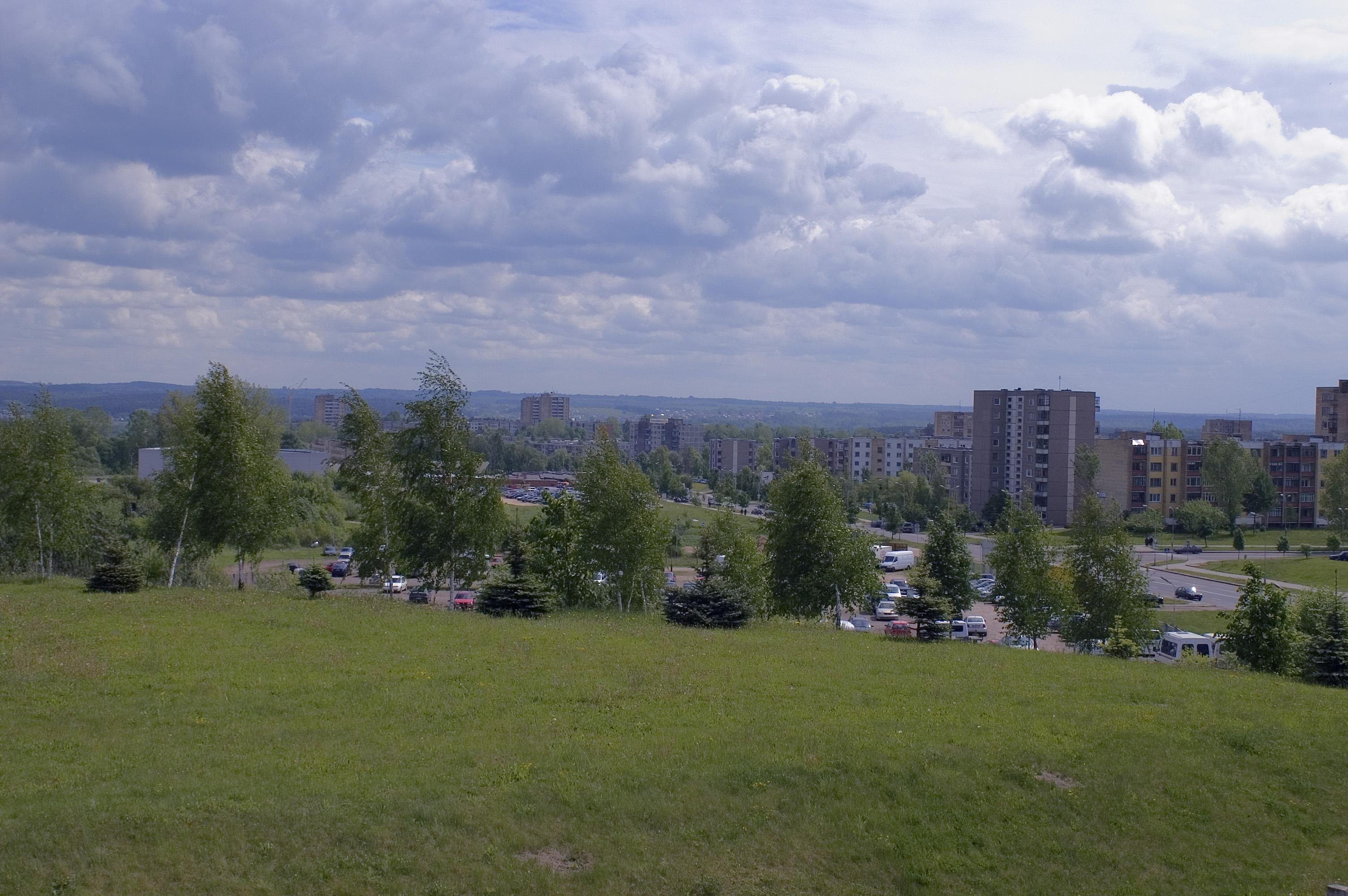
Alytus
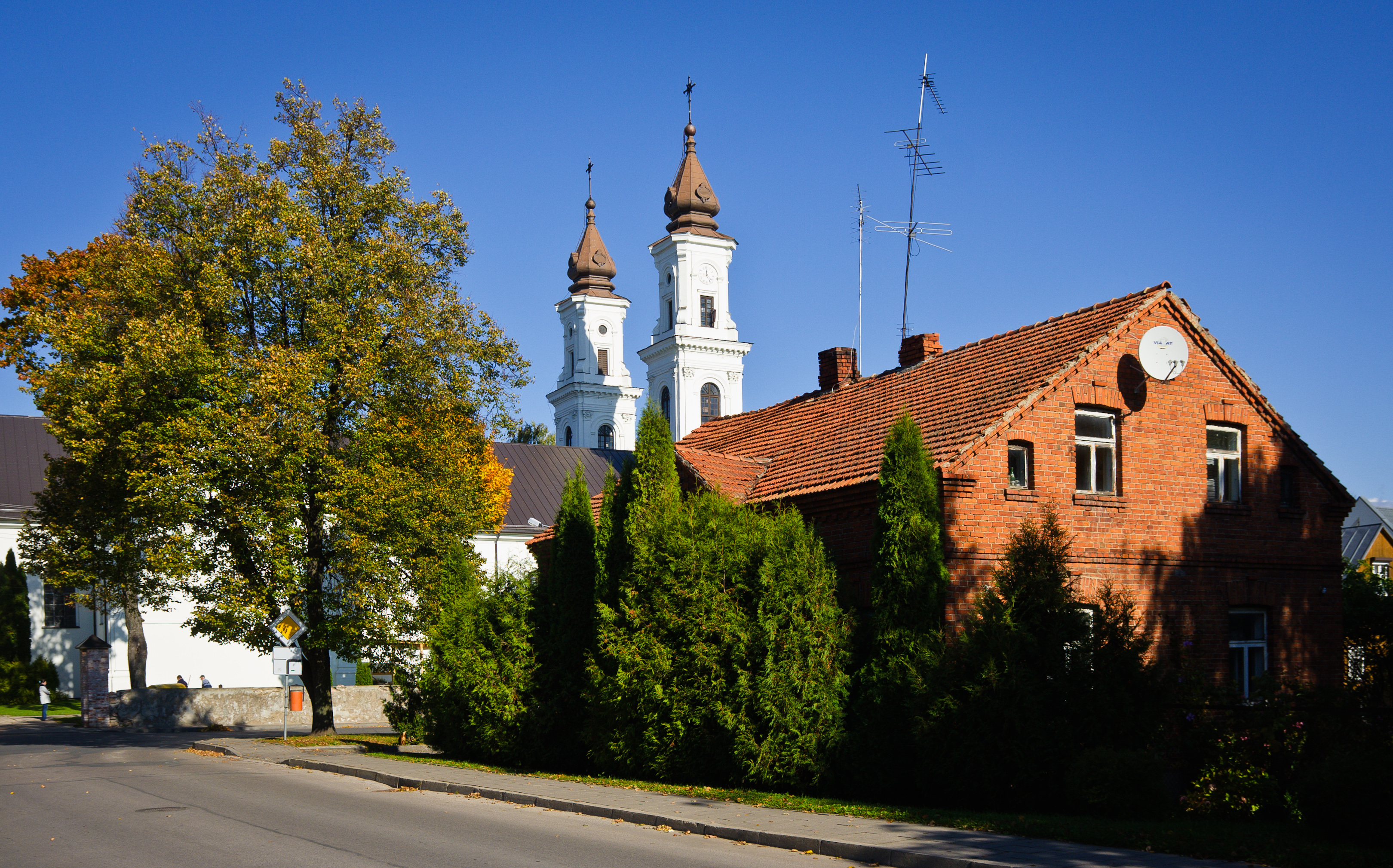
Marijampolė
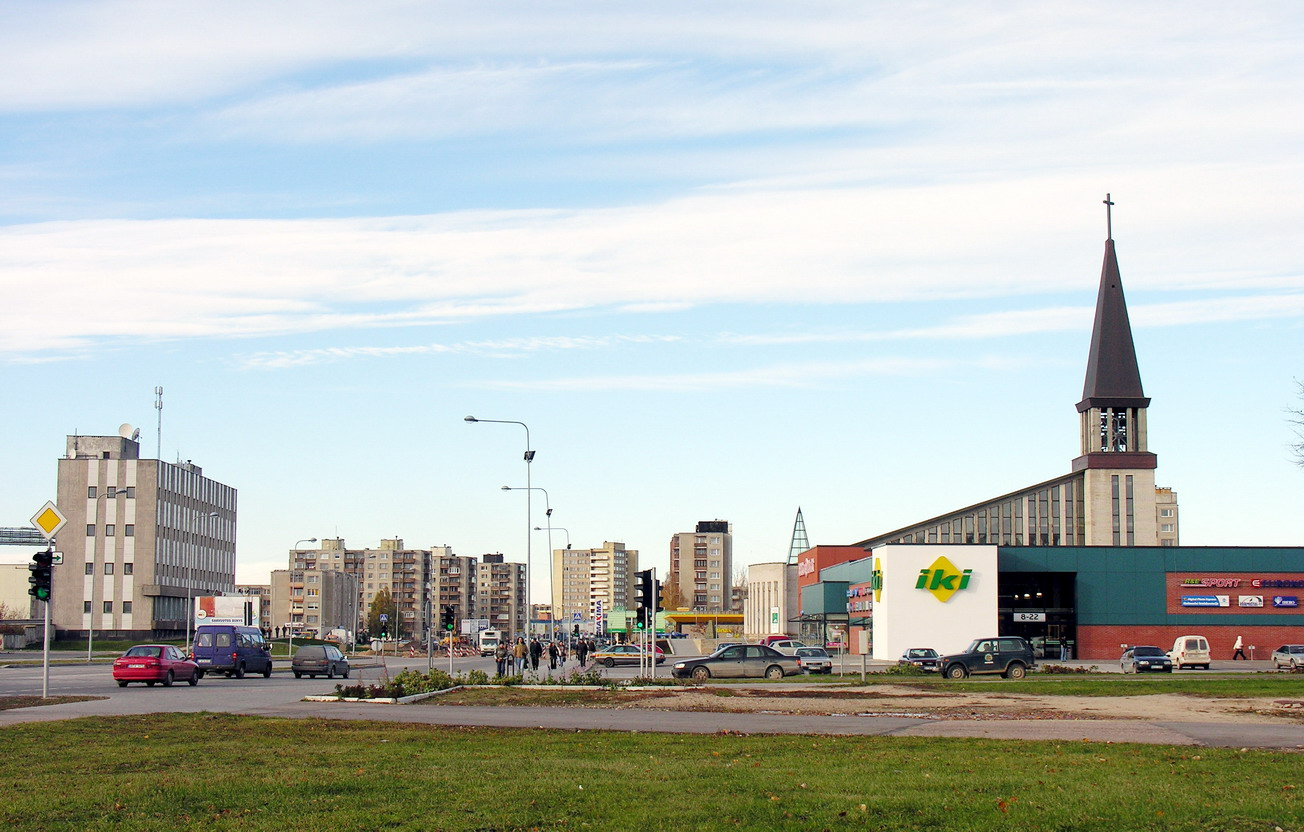
Mažeikiai
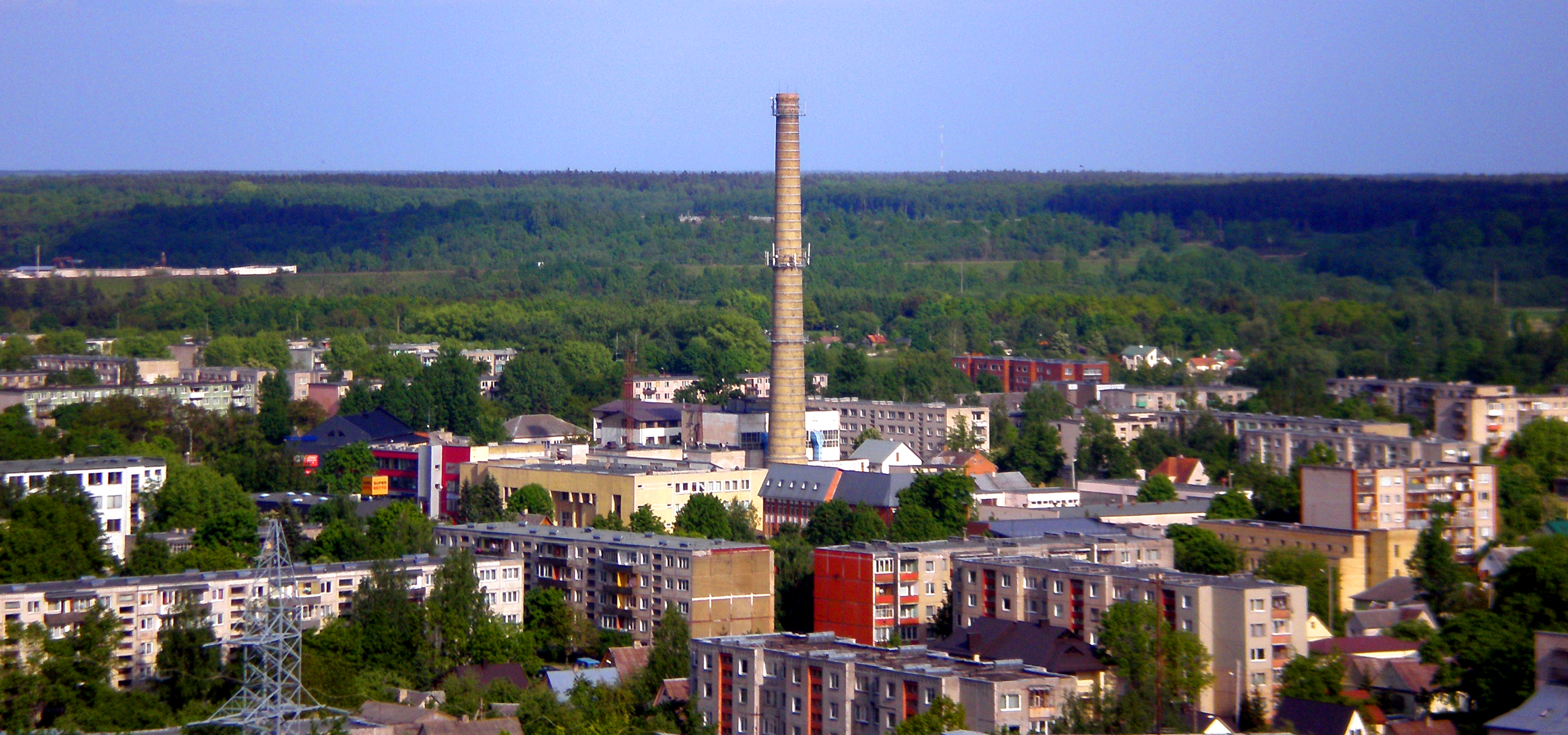
Jonava
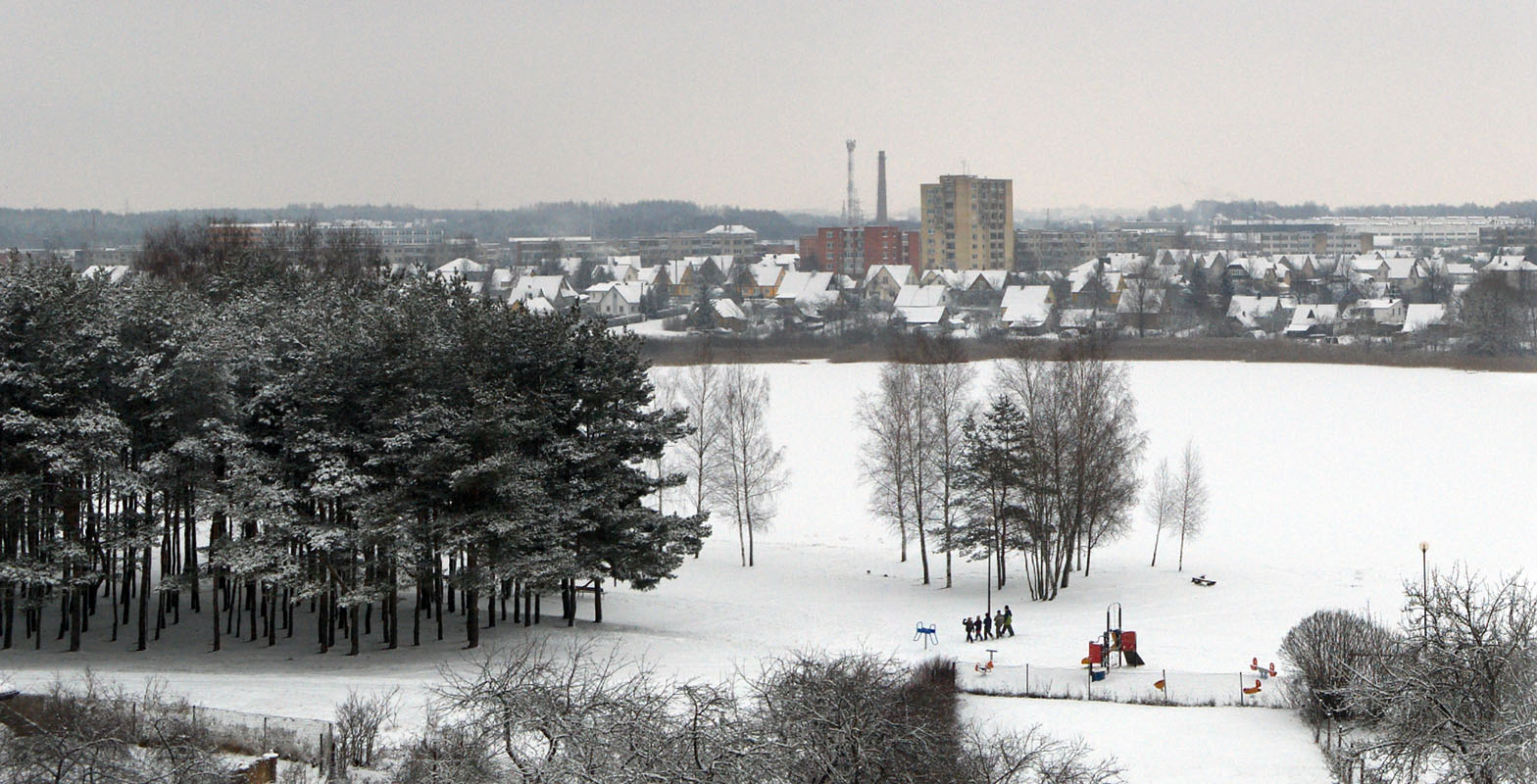
Utena
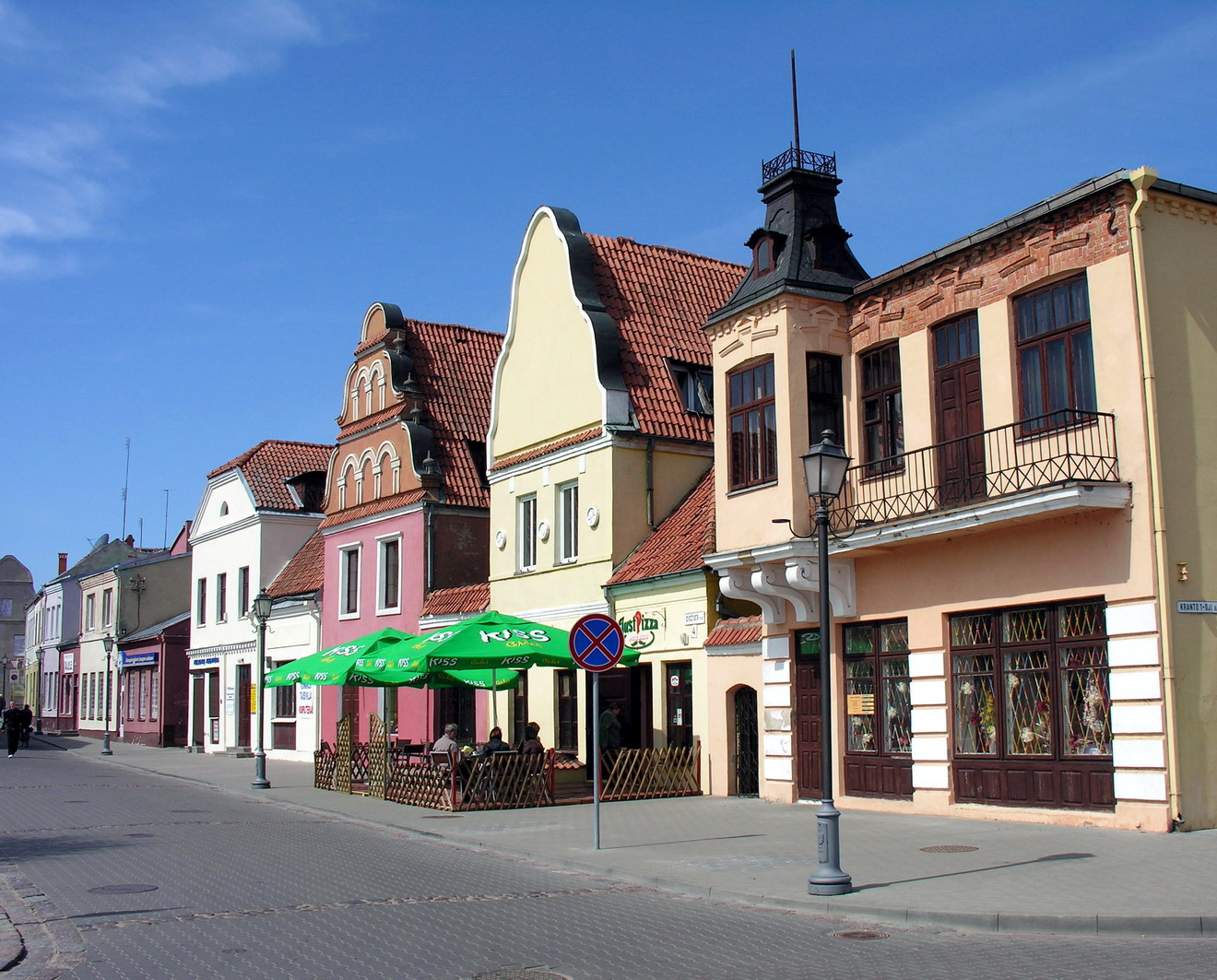
Kėdainiai
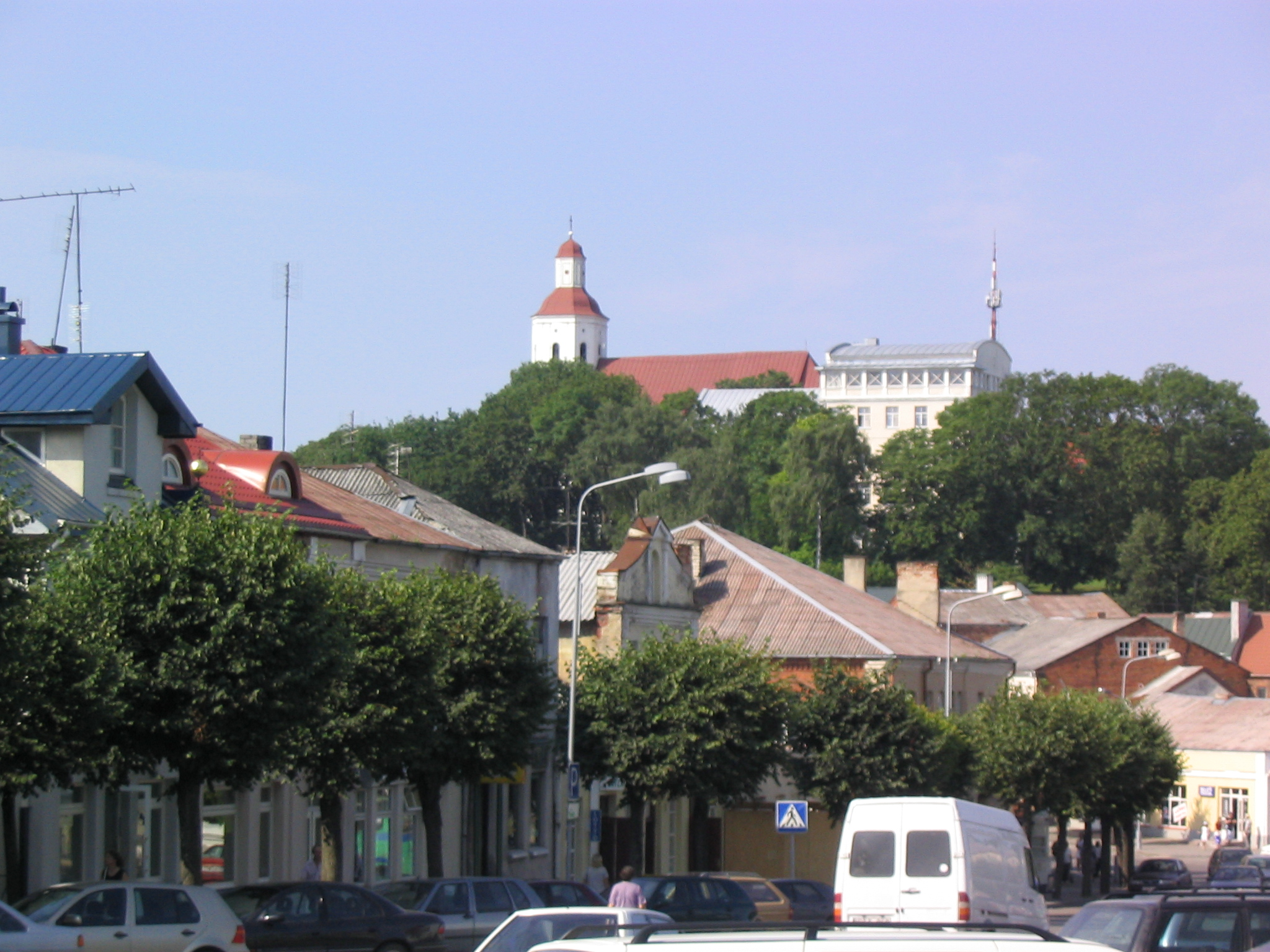
Telšiai
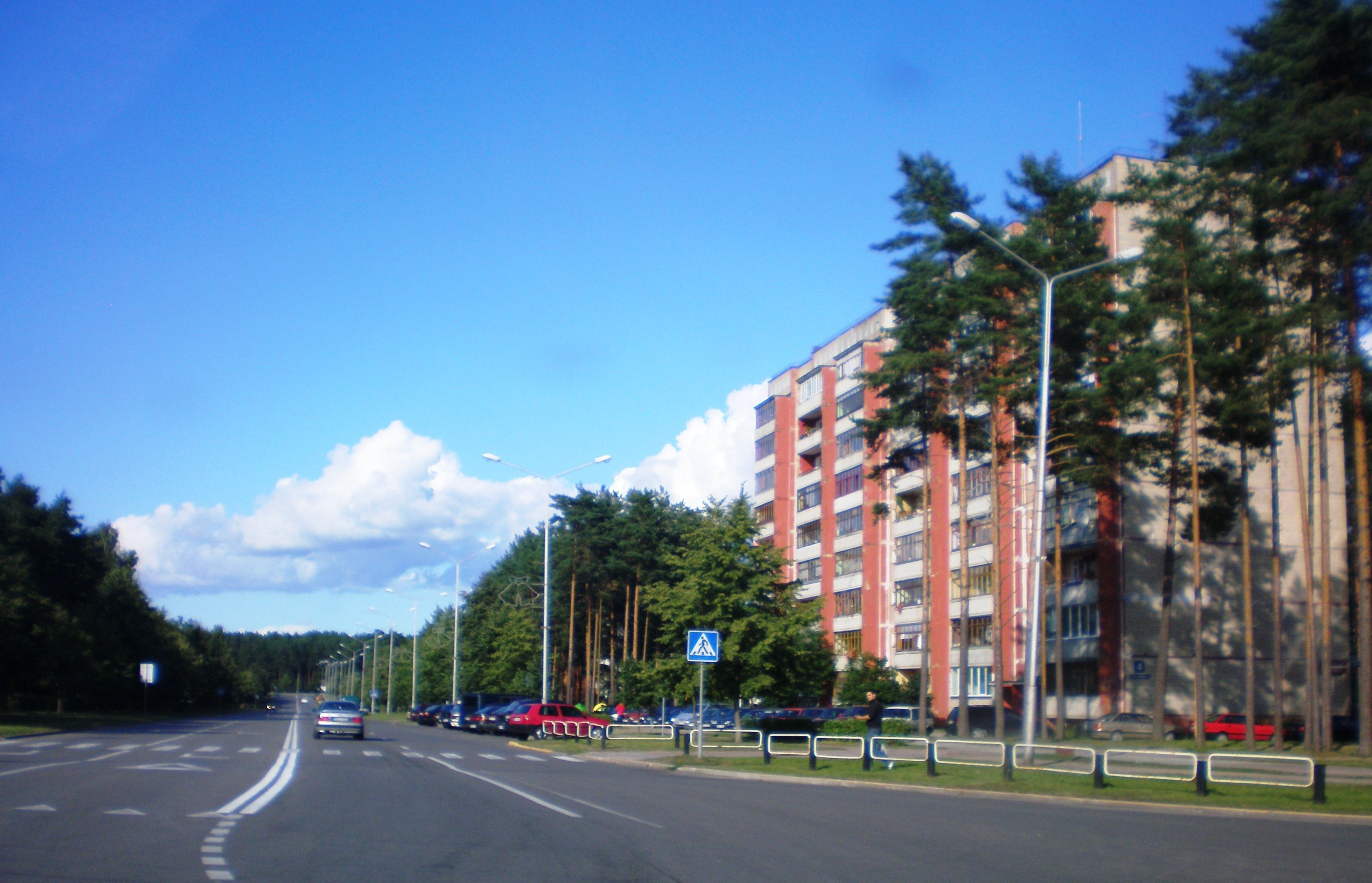
Visaginas
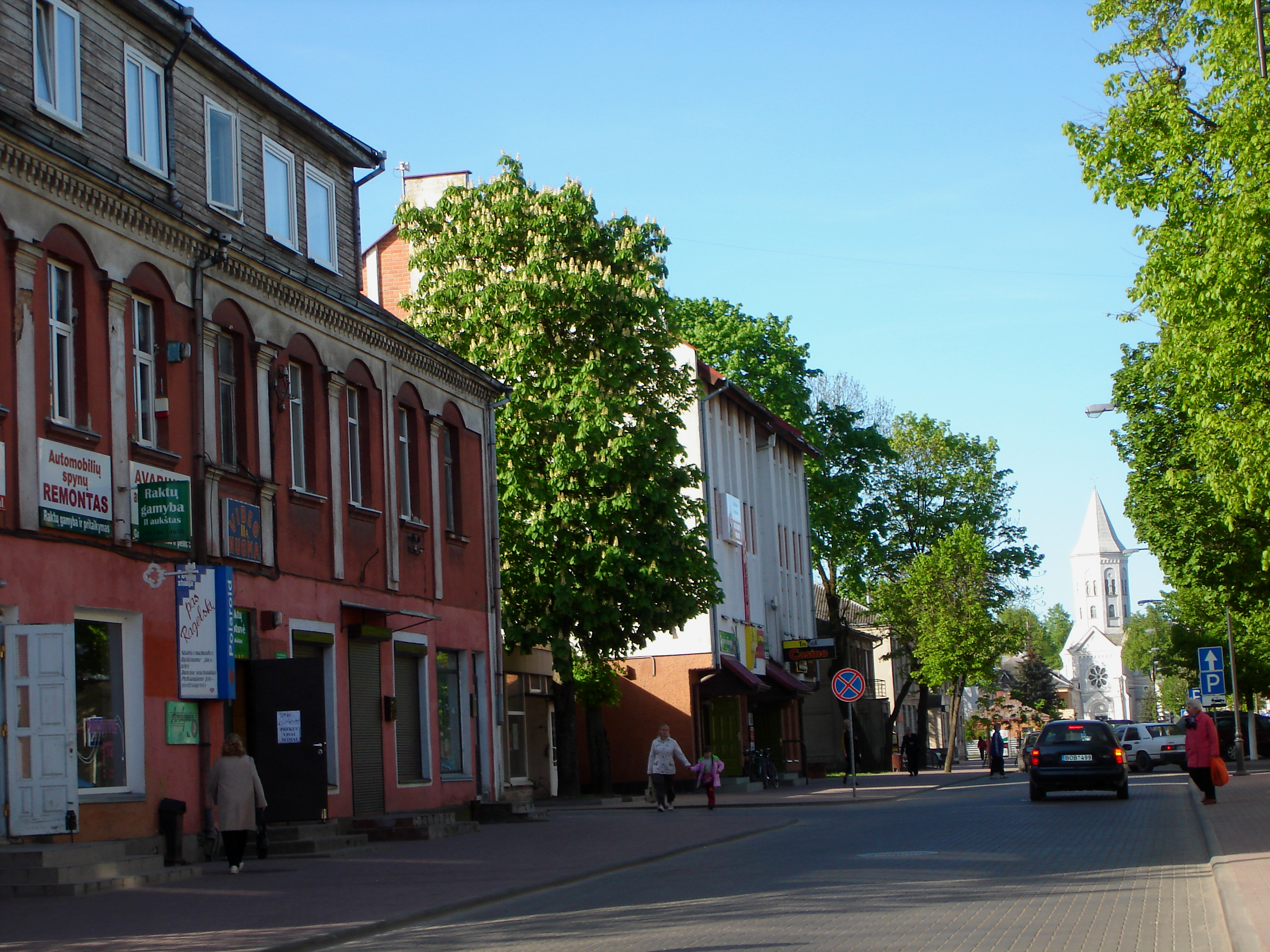
Tauragė
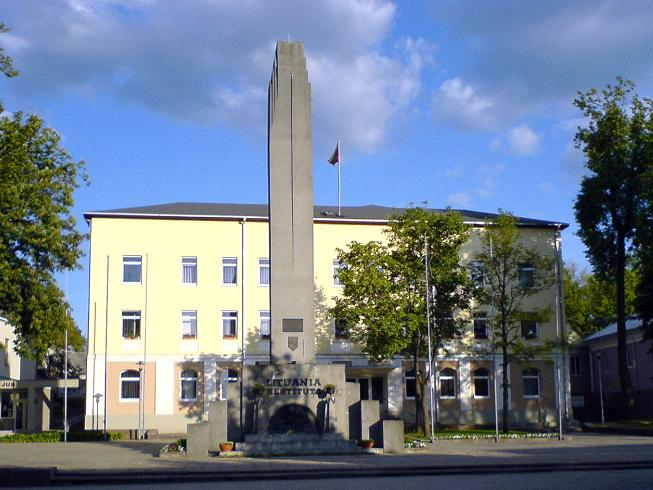
Ukmergė
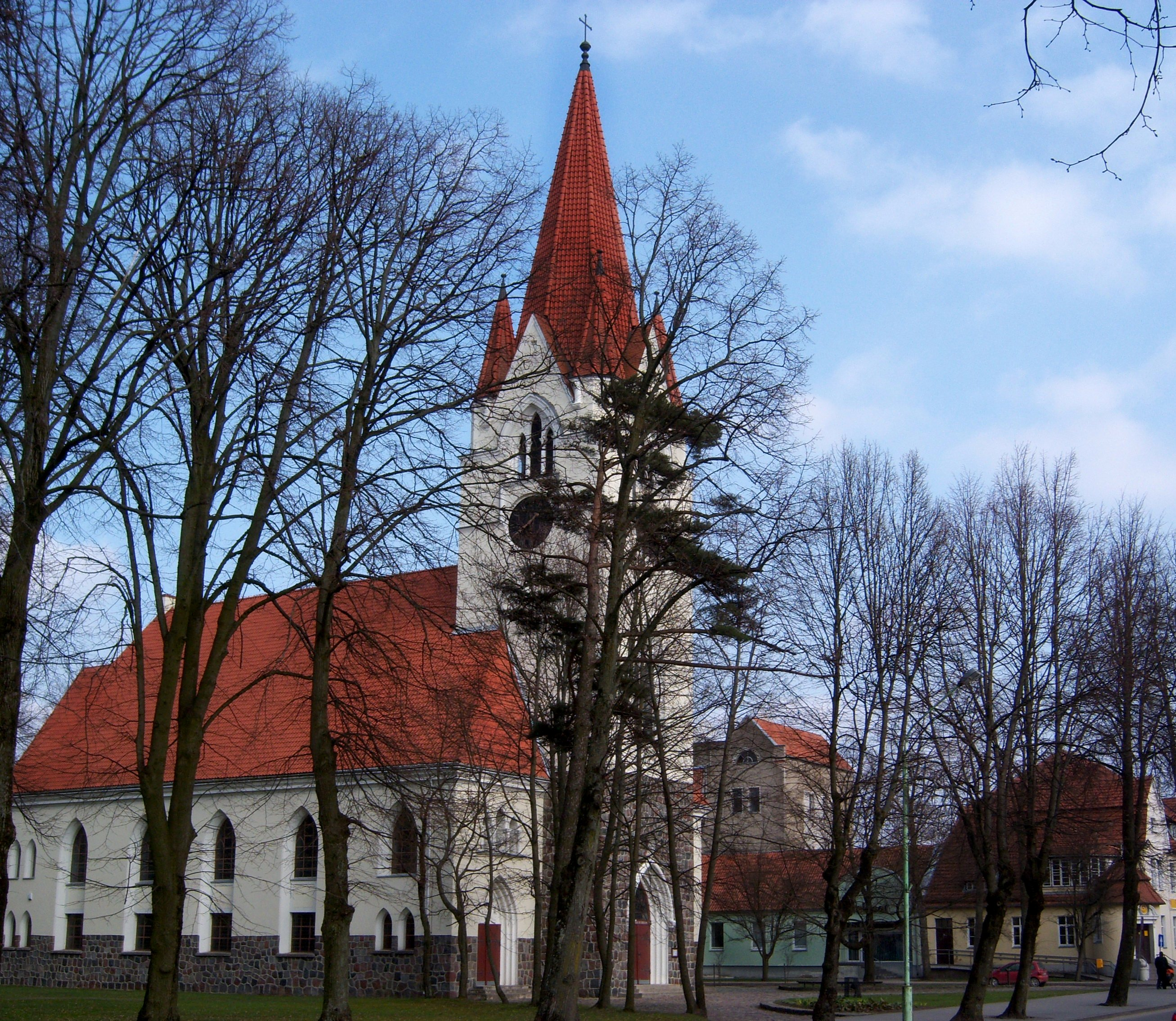
Šilutė
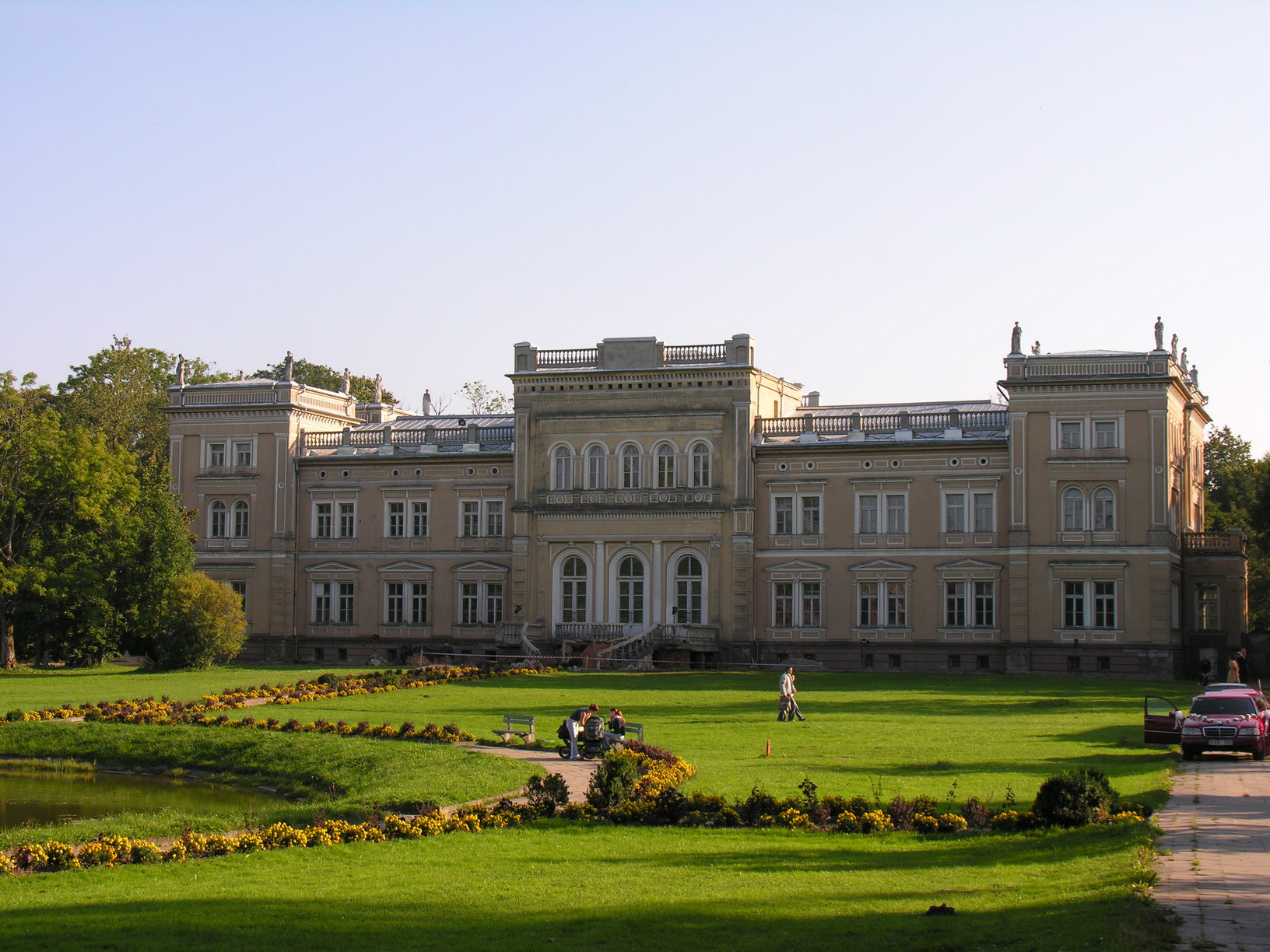
Plungė
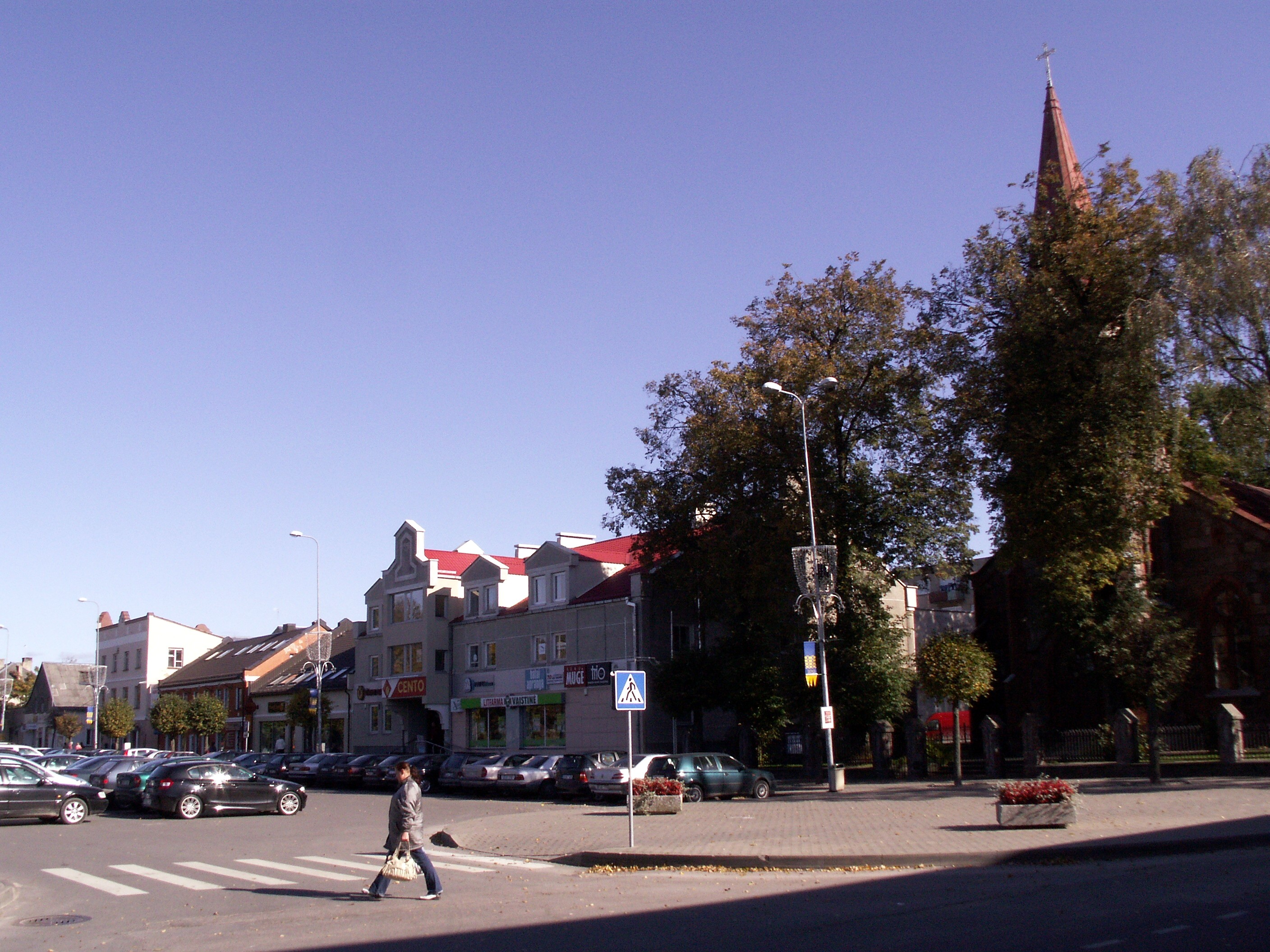
Kretinga
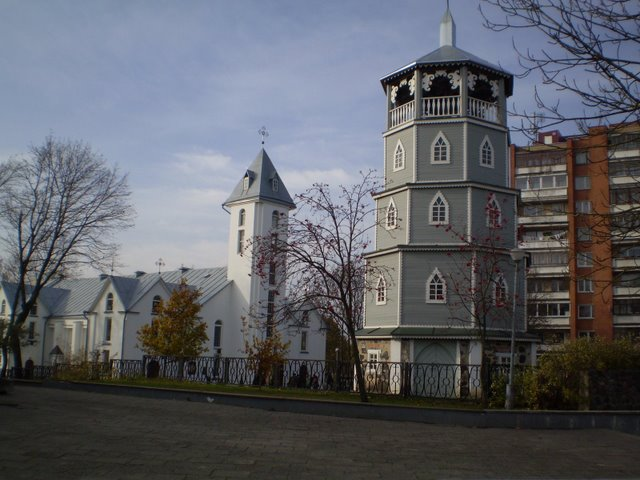
Radviliškis
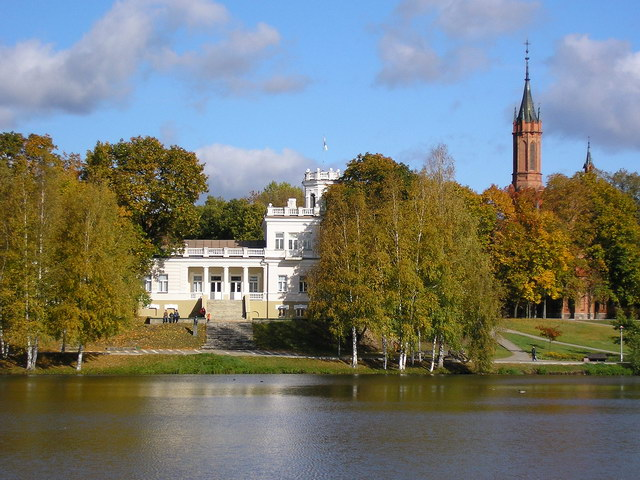
Druskininkai
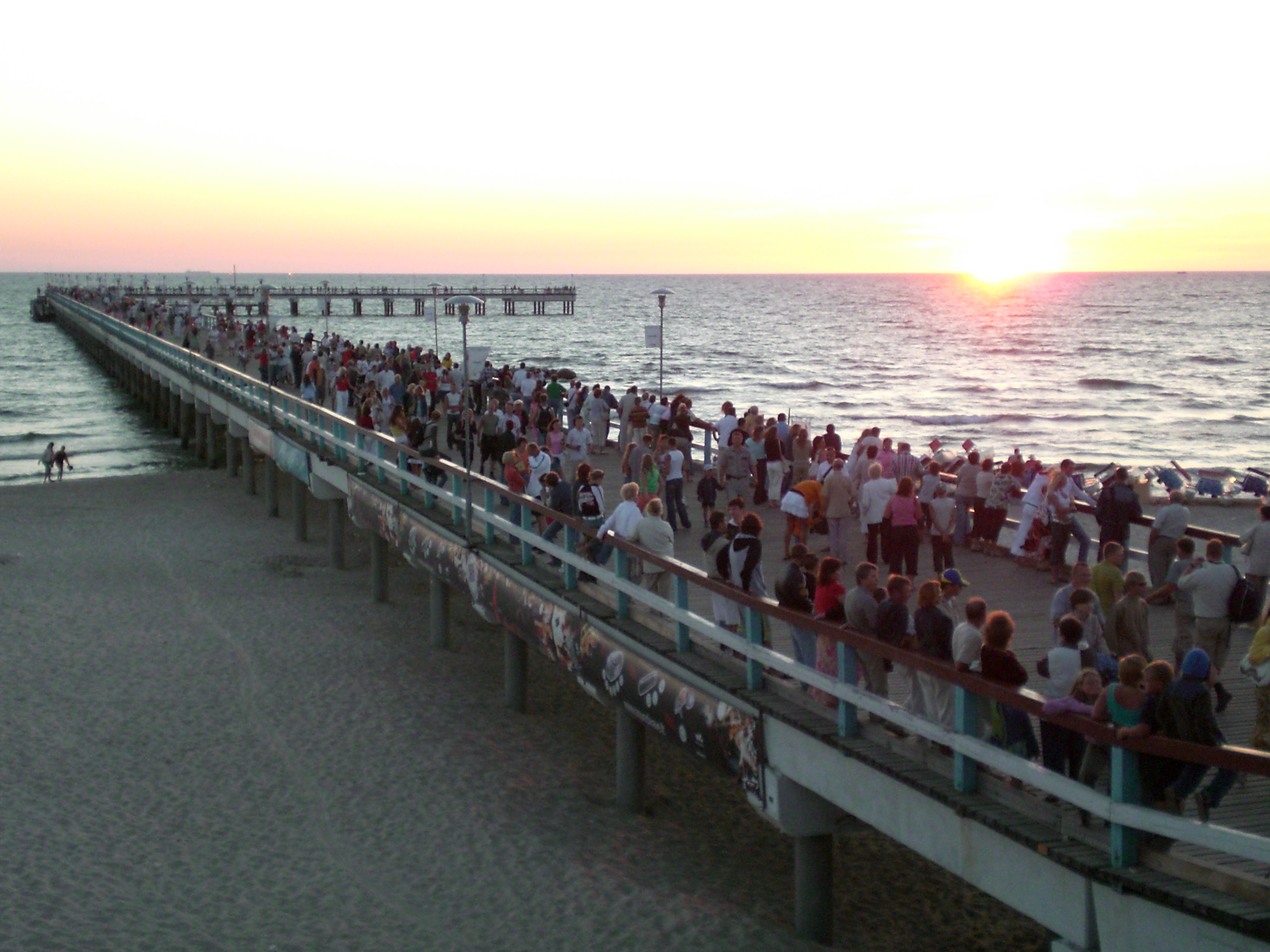
Palanga